# Anacranae vietnamensis
Anacranae vietnamensis är en insektsart som beskrevs av Sergey Storozhenko 2002. Anacranae vietnamensis ingår i släktet Anacranae och familjen gräshoppor. Inga underarter finns listade i Catalogue of Life.